# Comuna Răileanca, Sărata
Răileanca (în ucraineană Ройлянка, transliterat: Roileanka) este o comună în raionul Sărata, regiunea Odesa, Ucraina, formată din satele Cercel și Răileanca (reședința).

## Demografie
Componența lingvistică a comunei Răileanca
     Ucraineană (95,94%)
     Rusă (2,44%)
     Alte limbi (1,22%)
Conform recensământului din 2001, majoritatea populației comunei Răileanca era vorbitoare de ucraineană (95,94%), existând în minoritate și vorbitori de rusă (2,44%).